# Qàït-bay
Al-Màlik al-Àixraf Abu-n-Nasr Sayf-ad-Din Qàït-bay (o Qayt-bay) al-Mahmudí adh-Dhahirí —àrab: الملك الأشرف سيف الدين قائتباي (قايتباي) المحمودي الظاهري, al-Malik al-Axraf Sayf ad-Dīn Qāʾit-bāy (o Qāyt-bāy) al-Maḥmūdī aẓ-Ẓāhirī—, més conegut simplement com al-Àixraf Qàït-bay, com Qàït-bay o com Qayt-bay, fou soldà mameluc burjita o circassià (1468-1495).
Era circassià i fou comprat com esclau pel sultà Barsbay (1422-1437); el sultà Adh-Dhàhir Jàqmaq (1438-1453) el va alliberar i va formar part de la guàrdia, sent després secretari del gran dawadar, i més tard emir sota el sultà Ínal al-Ajrud (1453-1461), amir tablakana (emir amb dret a fanfàrria) sota Khúixqadam (1461-1467), inspector i comandant d'un miler d'homes. El 1467 fou nomenat cap dels mamelucs de la guàrdia (rais nawbat al nuwwab) i quan el seu amic al-Zahir Temirbugha va pujar al tron el desembre d'aquell any el va designar atabeg (mariscal), però el nou sultà no tenia poder per manca de fons que el privaven del suport dels mamelucs. Després d'un cop d'estat de l'ustudar Khair Bay, el 30 de gener de 1468, els mamelucs van oferir la corona a Qàït-bay, que després de dubtar la va acceptar, i Temirbugha es va poder retirar a la vida privada a Damiata; els autors del cop d'estat foren enviats a l'exili.
Qàït-bay va haver d'enfrontar immediatament la revolta de l'emir Dhu l-Kadr d'Elbistan. A finals del 1465 o començament del 1466 l'emir Malik Arslan havia estat enderrocat pel seu germà Shah Budak, que tenia el suport egipci, per avançar-se a una conspiració d'un altre germà, Shah Suvar o Suwar, que ja havia rebut fins i tot el títol d'investidura dels otomans (4 de desembre de 1465). Durant 1466 i 1467 Shah Suvar va lluitar per tractar d'ocupar el poder amb l'ajut secret otomà; però el 1468 l'otomà Mehmet II va enviar un exèrcit que el va fer fora i va col·locar al tron al seu protegit Shah Suvar; Ahmad de Karaman donava suport també als egipcis. Es van enviar dues expedicions al territori de Dhu l-Kadr però foren derrotades (1468 i 1469) a causa de la mala direcció dels egipcis i de la poca disciplina de les tropes amb rivalitats entre soldats sirians i egipcis. El 1471 Qàït-bay va aconseguir que el sultà otomà deixés de donar suport a Shah Suwar a canvi de retirar el suport egipci a Ahmad de Karaman i llavors Shah Suwar fou derrotat en un combat decisiu (avançat 1471) pel mameluc Ezbek fugint a la fortalesa de Zamantu on va capitular a condició de conservar el principat com a vassall; però una vegada es va rendir fou fet presoner i enviat al Caire i executat (1472), i el tron fou donat al proegipci Shah Budak.
Uzun Hasan, emir dels aq qoyunlu, dominava Diyar Bakr i part de Pèrsia i el 1468 havia derrotat a l'emir dels qara qoyunlu, però el 1471 va iniciar la lluita contra l'otomà Mehmet II i fou derrotat, i va morir el 1475. El successor fou Yakub Beg. Aquest tenia un governador a al-Ruha (Edessa o Urfa) de nom Bayindir, que va donar suport a una revolta del beduïns d'Hamat (dirigits per Sayf), en territori egipci; el general egipci Yeshbek es va dirigir contra al-Ruha i la va assetjar (1480); Bayindir li va donar explicacions per evitar la guerra però Yeshbek no va voler aixecar el setge; llavors Bayindir va fer una inesperada sortida, va derrotar els egipcis i va matar a Yeshbek i als molts dels caps de l'exèrcit assetjant, i en va fer presoner a uns quants més. Qàït-bay va decidir no prendre venjança, va donar per bones les explicacions de Bayandir i va signar la pau, ja que el nou sultà otomà Baiazet I (1481-1512) constituïa una amenaça seriosa.
El príncep Shah Budak de Dhu l-Kadr fou enderrocat vers 1479 pel seu germà Ala al-Dawla Bozkurt amb l'ajut del soldà otomà Mehmet II. Ala al-Dawla tenia una filla de nom Aixa que estava casada amb el príncep Baiazet, que fou després Baiazet II, i era la mare del príncep Selim (després Selim I); això reobria el conflicte de Dhu l-Kadr entre turcs i egipcis. Un altre conflicte fou el 1481: el príncep otomà Gem o Djem, germà de Baiazet II, frustrat pretendent al tron, fou derrotat pel seu germà a Yenishehir (20 de juny de 1481) i va fugir cap a Konya, passant tot seguit a Tars, ja en territori dels mamelucs egipcis (9 de juliol de 1481); el 25 de setembre de 1481 era al Caire i fou rebut pel sultà Qàït-bay; va fer el pelegrinatge a la Meca i va retornar al Caire el 20 de febrer de 1482; llavors fou cridat pel rebel sandjakbeg d'Ankara, Mehmet Pasha, i pel pretendent karamànida Kasim Beg i amb autorització del sultà mameluc va retornar a territori otomà; la nova revolta també va acabar malament i Gem es va retirar a Bodrum, i va buscar el suport dels Cavallers de Rodes, sense perdre el de Qàït-bay. La tensió entre Egipte i Turquia va augmentar i una ambaixada enviada als otomans per mantenir la pau no va tenir resultats.
El 1485 els otomans van envair Cilícia i van ocupar Tars i Adana (1486) mentre un altre exèrcit otomà es presentava davant de Malatya; els egipcis van aconseguir una inesperada victòria prop d'Adana (1486) i es va signar una treva. Qàït-bay va aconseguir el suport del príncep de Dhu l-Kadr, Bozkurt, vers 1487 i quan els otomans van tornar a atacar el 1487 i van reocupar Adana, els egipcis van aconseguir aturar als otomans i els van derrotar per segona vegada; la guerra es va estancar (1488) i els otomans van intentar desembarcar tropes al golf d'Iskenderun però l'operació va ser un fracàs; el 1489/1490 el general Ezbek va derrotar els otomans de manera decisiva a Kaysariyya i va fer presoners a diversos generals otomans; Qàït-bay no obstant sabia que a la llarga els otomans tenien més força i va oferir la pau; la guerra entre otomans i mamelucs que va durar fins al 1491 quan finalment es va signar la pau. Bozkurt va conservar Dhu l-Kadr i va millorar relacions amb els otomans. La pau es va mantenir la resta del seu regnat.
Una pesta va afectar el Caire el 1492 i va causar unes dues-centes mil víctimes. En endavant les lluites faccionals entre mamelucs i els seus problemes de salut van marcar la resta del seu regnat. Molts dels seus millors oficials van anar morint i els seus substituts foren molt pitjors. La lluita pel poder fou intensa a partir de 1494 quan la salut de Qàït-bay va empitjorar. Fins i tot va estar en estat de coma per uns dies. Va abdicar la vespra de la seva mort que es va produir el 8 d'agost de 1496, sent enterrat al seu mausoleu al costat de la mesquita del Cementiri Nord del Caire. El va succeir el seu fill an-Nàssir Muhàmmad.
En política interna Qàït-bay va tractar de manera exquisida als antics sultans i als seus parents, i els va cobrir d'honors; va afavorir l'establiment dels comerciants italians als que va concedir privilegis, però va protegir també el comerç local i va negociar amb les potències europees per defensar els seus interessos. Va suprimir alguns impostos però en va afegir d'altres) i va fer treballs de construcció a la ciutadella del Caire, va edificar el seu mausoleu i un convent de sufís a Khankah prop del Caire; va restaurar la mesquita de Medina (afectada per un foc el 1481) i l'aqüeducte que portava l'aigua a la mesquita de Jerusalem, si bé les seves principals despeses foren en afers militars, amb pagament dels soldats i material, però també amb reparacions com la de la fortalesa d'Alexandria, Alep i altres llocs; totes aquestes despeses el van obligar a un forta pressió fiscal amb contribucions especials conegudes com a musadara, que s'imposaven a les comunitats, als notables, comerciants i als rics només quan hi havia manca de diners. Qàït-bay tenia un considerable fortuna personal que en part destinava a actes de caritat (així no gravava al tresor). Visitava els barris del Caire, la ciutadella i les mesquites, amb una reduïda guàrdia, i es deixava abordar pel poble; també rebia als subordinats sense vigilància especial, i els antics sultans podien anar al Caire fins i tot quan Qàït-bay n'estava absent. També va visitar Alexandria, Damasc, Alep i altres ciutats i inspeccionava projectes de construcció de manera personal; el 1472 va fer la peregrinació a la Meca i allí va veure la pobresa dels habitants de Medina als que va donar una part de la seva fortuna personal. la seva reputació fou de pietós, caritatiu i confiat. 230 monuments construïts sota el seu regnat existeixen o n'hi ha constància escrita; les construccions es van fer al Caire, Alexandria, Rosetta, Alep, Damasc, Jerusalem, Gaza, Medina i la Meca.

## Nota
1. ↑  L'antic protegit egipci Shah Budak es va passar llavors als otomans que el van nomenar sandjakbeg de Vize.